# Добровольный флот
Доброво́льный флот — подконтрольное правительству российское и советское морское судоходное общество, основанное на добровольные пожертвования в 1878 году, в 1925 году включённое в состав Совторгфлота.

## История
Начало «Добровольного флота» относится к 1878 году, когда ввиду угрожавшей войны правлением «Императорского общества для содействия русскому торговому мореходству» в Москве была впервые подана мысль о приобретении быстроходных пароходов и возбуждено ходатайство открыть для того повсеместно подписку. 11 (23) апреля 1878 года разрешено учредить комитет по устройству «Добровольного флота» на жертвуемые для этой цели суммы под управлением наследника-цесаревича, великого князя Александра Александровича и вице-председателя Константина Петровича Победоносцева. Отделениями комитета были учредительное, хозяйственное, а также военно-морское, возглавляемое адмиралом Константином Николаевичем Посьетом.
Вслед за этим было напечатано приглашение к пожертвованиям, которые, в размере от копеек до ста тысяч рублей, стали поступать очень быстро; общая сумма их к 20 сентября достигла 3 млн рублей с лишним. Специальная комиссия, выехавшая в Гамбург, подписала 6 июня контракт с известной немецкой судоходной компанией Гамбургско-американского акционерного общества на приобретение у неё трёх океанских грузо-пассажирских пароходов: «Гользация» (Holsatia), «Тюрингия» (Thuringia) 1869 года постройки (продан «Добровольному флоту» в 1878 году) и «Гаммония» (Hammonia), вместимостью около 3 тыс. тонн каждый.
На оставшиеся деньги был приобретён пароход «Саксония», ставший «Нижним Новгородом» в честь Нижегородской губернии, бывшей на третьем месте по сбору средств после Петербурга и Москвы. Несколько ранее у фирмы Friedrich Krupp для них была куплена артиллерия — три 210-мм, шесть 170-мм и десять 150-мм орудий, а также боекомплект — по 280 выстрелов на орудие.
После прибытия в Кронштадт эти суда зачислили в список судов военного флота как крейсеры «Россия», «Москва» и «Петербург». Они были приняты в состав военного флота, но по миновании опасности общеевропейской войны вновь переданы комитету, который употребил их на перевозку российских войск из Турции на родину.
Эта первая операция пароходов «Добровольного флота» была выполнена успешно, что засвидетельствовано собственноручной резолюцией императора Александра II: «Спасибо за хорошее начало». В Одессе было организовано первое агентство ДФ (надзор за пароходами был поручен адмиралу Н. А. Аркасу. В мае 1879 года Император Александр II утвердил Устав общества Добровольного флота, основателями стали 76 членов-учредителей. Конторы общества были организованы в Одессе и Владивостоке, а агентства созданы в Москве, Севастополе, Батуме, Новороссийске, Константинополе, Коломбо. Порт-Саиде, Гонконге и др. портах всего мира.
Дальнейшая деятельность первых пароходов «Добровольного флота» и вновь приобретенных — за незначительным перерывом в 1880—1881 годах, когда пароходы «Москва», «Петербург» и «Владивосток» вошли в состав Тихоокеанской эскадры адмирала Лесовского, ввиду политических затруднений с Китаем — до начала XX века имеет характер чисто коммерческий: перевозка ссыльных на Сахалин и доставка военных и иных грузов во Владивосток и обратно.
В 1883 году управление флотом передано морскому министерству, а 24 февраля 1886 года императором утверждено «Временное положение о Добровольном флоте», в котором указывается его цель — содержать срочное и почтовое товарно-пассажирское сообщение между Одессой и портами Восточного океана и вообще содействовать развитию отечественной торговли. В том же положении управление делами «Добровольного флота» поручено комитету, состоящему из председателя и двух членов от морского ведомства, одного члена от министерства финансов и представителя государственного контроля, без решающего голоса. Комитет непосредственно подчинен управляющему морским министерством, а ближайшее заведование делами флота возложено на особого инспектора. В 1892 году истёк 6-летний срок этого положения, и тогда же Высочайше утверждено новое временное положение, на 10 лет, причём возложена на комитет обязанность в течение этого десятилетия завести 4 новых быстроходных и 2 транспортных парохода. Несмотря на большой объём заказов, деятельность флота оставалась убыточной, и с 1885 года «Добровольный флот» получает ежегодную помильную субсидию из государственного казначейства, а с 1888 года, на пять лет, добавочную субсидию на содержание срочного пароходства между Владивостоком и портами Камчатского и Охотского морей. Помимо принятой по уставу 8 мая 1879 года главной восточной линии Одесса — Владивосток, в 1891 году «Добровольным флотом» открыта ещё новая линия — Одесса—Санкт-Петербург.
За отчётный год до 1 января 1893 года приход значился:
| За фрахт         | 2332178 р. |
| Пособие от казны | 615000 р.  |
| Разных доходов   | 81816 р.   |
| Итого            | 3028994 р. |

Расход исчислен в 2 175 354 руб.; таким образом, чистая прибыль за 1892 год равнялась 853 640 руб., из которой в запасной капитал отчислено 506 724 руб.
По балансовой ведомости к тому же 1 января 1893 года, актив значится в 7 124 395 руб., а пассив — в 6 270 755 руб. Общий капитал, пожертвованный к тому же времени, равнялся 4 149 704 рублям.
У «Добровольного флота» случались и потери: в 1882 году пароход «Москва» разбился на африканском берегу, у мыса Раз-Гафун, в 1887 году пароход «Кострома» погиб у пустынного берега Сахалина, в туман, ночью, и в 1893 году пароход «Владивосток» разбился о камни Сивучей, близ Императорской гавани на восточном побережье в Тихом океане. Во всех этих трёх случаях пассажиры и экипаж были спасены, а пароходы заменены вновь приобретенными, носящими те же названия.
В 1893 году «Добровольный флот» состоит из восьми пароходов: «Россия», «Москва», «Кострома», «Нижний Новгород», «Орёл», «Саратов», «Ярославль» и «Тамбов»; в сумме они имели 60 591 тонну водоизмещения и представляли стоимость около 7 млн руб. Из числа этих пароходов последние четыре — постройки 1890—92 гг.; пароходы же «Орёл» и «Саратов», длиной около 400 фт., водоизмещением около 8000 тонн, стоимостью в 1,25 млн руб. первый и в 1,621 млн руб. второй, с машинами в 10 тыс. индикаторных сил каждый и с ходом около 19 узлов, могут соперничать с лучшими вспомогательными крейсерами Англии и других морских наций. Принося большую пользу правительству содержанием правильного сообщения с отдаленным Востоком, обратными рейсами с которого доставлялось в Россию огромное количество чая, «Добровольный флот», как учреждение некоммерческое, всю получаемую им выгоду употреблял на покупку новых пароходов, имея при этом в виду возможную их службу как военных крейсеров. На случай войны «Добровольный флот» являлся, таким образом, действительным резервом, как судов транспортных, так и военных крейсеров.
К началу XX века положение флота значительно упрочилось. Грузооборот составлял 176 тыс. т. Рос пассажиропоток до момента ввода в эксплуатацию Транссиба, для строительства которого с 1895 по 1902 гг. было перевезено 193 тыс. т. материалов.
С обострением напряжения но Востоке для Сибирской флотилии в 1903 году были закуплены транспорты «Москва» (III) и «Херсон», в 1904 году — рейдеры «Смоленск» и «Петербург» (II) и три госпиталя — «Казань», «Кострома» (II) и «Орёл». Сразу после начала Русско-японской войны в Либаве были срочно вооружены ещё 4 закупленных за границей вспомогательных крейсера — «Дон», «Урал», «Терек» и «Кубань». В ходе войны суда «Добровольного флота» обеспечивали деятельность 2-й Тихоокеанской эскадры, а также помогали досматривать суда нейтральных государств. Особо широкий резонанс в мире тогда получило задержание в июле 1904 года рейдером «Петербург» в Красном море английского судна «Malacca», следовавшего в Японию с грузом военной контрабанды; после громкого дипломатического скандала операции рейдеров было решено прекратить. После подписания мирного договора перевозили военнопленных — российских офицеров и нижних чинов из Японии во Владивосток .
В результате кризиса, вызванного войной, открываются новые линии.
С 1907 года пароходы ДФ обслуживали паломнические рейсы по маршрутам Одесса (Севастополь) — Бейрут и обратно через Джидду в Феодосию. В 1911 г. пароход «Колыма» совершил первый арктический рейс. 9 мая 1909 г. заведование Доброфлотом было передано в Министерство торговли и промышленности.

### ЛинияЛибава—Нью Йорк
В 1906 году на линию были поставлены крейсера «Смоленск» и «Петербург», а позднее «Херсон» и «Саратов». Через два года эксплуатации трансокеанские рейсы были признаны экономически провальными ввиду технической отсталости крейсеров и слишком большого расхода угля. Линия была перенята компанией «Русское северо-западное пароходство» которая продолжала её эксплуатировать.

### Экспрессная и Северная линии
Открыты в 1907 году. Экспрессная успешно выполняла рейсы из Владивостока в Нагасаки, Цуруга и Шанхай, а северная или охотская — из Владивостока в порты Охотского и Берингова морей. Развитием северной линии стали рейсы в Нижне-Колымск начиная с 1911 года. Для экспрессной линии использовалось 5 судов производства немецкой фирмы «Шихау».
Во время Первой мировой войны суда «Доброфлота» опять были мобилизованы.

### Галерея
- Высадка женщин на Сахалине
- Посадка нижних чинов на пароход «Херсон» в Одессе перед отправкой на Дальний Восток, 1903 год
- Ссыльнокаторжные на пароходе Добровольного флота

### Форма одежды и знаки различия служащих Добровольного флота
В 1881 году служащим Добровольного флота было Высочайше утверждено форменное обмундирование. Судя по тому, что вводилось оно только для лиц начальствующего состава, матросы носили ту же форму, что и нижние чины военного флота. Цвет формы начальствующего состава был установлен такой же, как и в военном флоте, тёмно-зелёный (мундирный, то есть почти чёрный). Также был установлен образец форменных пуговиц с изображением якоря и инициалов «Д-Ф» золотистого и серебристого цвета. Покрой не был регламентирован, но можно предположить, что служащие Добровольного флота при построении обмундирования не слишком уклонялись от образцов военно-морской формы.
Для капитанов и их помощников устанавливался золотой металлический прибор. На обшлагах рукавов нашивались широкие галуны: у капитана в три ряда, у старшего помощника — в два, у младшего помощника — в один.
Для штурманов и механиков, по аналогии со штурманами и механиками Морского ведомства, вводился серебряный прибор. Галуны на рукавах нашивались у старших штурманов и механиков в два ряда, у младших — в один.
Фуражка изготавливалась из темно-зелёного сукна без кантов. На околыше нашивались знаки различия из узкого галуна, как на рукавах. На тулье размещалась круглая кокарда классных чинов.
Рисунок и ширина галуна этим узаконением не определялись. Однако, по мнению автора, основанному на образцовом рисунке, это был галун гражданского образца (рогожка).
Что касается прикомандированных к Добровольному флоту офицеров, инженер-механиков и врачей Морского ведомства, то, судя по Правилам ношения морской формы, изданным в 1899 году, они носили присвоенную им военную форму, с тем только отличием, что галунные контр-погончики на эполетах для них устанавливались из галуна против присвоенного данному чину металлического прибора. То есть, морские офицеры и инженер-механики (после 1913 года) имели серебряный контр-погончик, а офицеры по адмиралтейству, инженер-механики (до 1913 года) и врачи — золотой.
31 августа 1899 года было введено новое, Высочайше утвержденное, «Описание формы одежды служащих в Добровольном флоте, не имеющих другой присвоенной им формы». Таким образом, уже из заголовка видно, что эта форма распространялась на лиц вольнонаёмного состава. Далее, из текста следует, что полагалась данная форма капитанам, помощникам капитанов, механикам и врачам. То есть, остаётся предполагать, что все матросы продолжали носить форму военного флота. В отличие от предыдущей формы данный документ был достаточно подробным. Описанием устанавливалась парадная и обыкновенная формы.
Парадная форма состояла из мундира чёрного сукна, который представлял собой так называемый «сюртук гражданского покроя», то есть открытый двубортный сюртук с отложным воротником. Металлический прибор для всех служащий был одинаковым, золотым. Кроме пуговиц на бортах сюртука и на концах клапанов задних карманов, имелись по две малые пуговицы на рукавах — по одной на обшлаге и по другой выше. На воротнике размещалось «шитьё, состоящее из обшивки гладью шириной в 1/8 вершка (5,6 мм) вокруг всего воротника, с оставлением по его кромке чёрной выпушки. По углам концов воротника, по направлению указанной обшивки, рядом с внутренней её кромкою, вышит вьющийся петлями канат (трос) и по два скрещёных якоря, перевитых таким же канатом и увенчанных Императорскою короною.»
«Для отличия должностей, на рукавах мундира имеется нашитый выше вторых пуговиц, гладкий (очевидно „армейский“ — прим. автора) золотой галун в 5/16 вершка (14 мм) шириною: у Младшего Помощника Капитана и Младшего Механика в два ряда и у Старшего Помощника, Старшего Механика и Судового Врача в три ряда; у Капитана нарукавное отличие состоит из одного ряда галуна в 5/8 вершка (28 мм) шириною, с прибавлением такого же отличия, как у Старшего Помощника. Расстояние между рядами галунов должно быть вполовину уже ширины галуна»
«Для более резкого отличия Капитана и его Помощников от Механиков и Врачей, у первых из них верхний ряд галуна нашивается со стрелкою, как показано на рис…., а у последних просвет между галунами делается из цветного сукна: у Механиков тёмно-синего, а у Врачей малинового…»
«У плечевых швов мундира, поперёк плеча, имеются продолговатые четырёхугольные плечевые отличия из тёмно-синего сукна, обрамлённые золотою, вышитою гладью рамкою…. На синем поле отличия имеются вышитые серебром звёзды: у Младшего Помощника и Младшего Механика — по одной, у Старшего помощника, Старшего Механика и Врача — по две и Капитана — три звезды.» Кроме того при парадной форме полагалось носить белый суконный однобортный жилет, фуражку с галунным околышем, кортик и белые замшевые перчатки.
Фуражка служащим Добровольного флота полагалась чёрного сукна с двумя темно-синими выпушками по верху и низу околыша. На околыш прикреплялась круглая кокарда гражданского образца и подбородный ремешок на двух малых пуговицах. В летнее время на тулью надевался белый чехол. При парадной форме на околыш надевался золотой галун с тёмно-синей полосой посередине. Ширина галуна соответствовала высоте околыша без выпушек.
Кортик носился при парадной форме и при обыкновенной форме на берегу, а также на судне для встречи начальствующих лиц. Кортик носился на шелковой поясной портупее, отличавшейся от военной тем, что застёгивалась посредством бляхи вместо крючка.
При обыкновенной форме полагалось носить сюртук гражданского покроя из чёрного сукна. Без кортика его разрешалось носить расстёгнутым. На судах при исполнении служебных обязанностей разрешалось носить укороченное пальто (тужурку). В жаркое время полагался китель. Жилет однобортный, белый или чёрный. Для холодного времени полагалось чёрное пальто военного образца. На сюртуке, тужурке, кителе и пальто полагались только нарукавные знаки различия.
Перчатки могли употребляться как замшевые серого цвета, так и шерстяные. Такая форма, просуществовала до самой революции.
- Форма служащих Добровольного флота образца 1881 и 1899 годов[6]
- Слева — капитан, справа — младший механик (1881).
- Слева — младший инженер-механик Морского ведомства, служащий на судах Добровольного флота в обыкновенной форме, справа — капитан в парадной форме (1899).
- Слева — младший помощник капитана в обыкновенной форме, справа — старший механик в пальто (1899).
- Слева — старший помощник капитана в укороченном пальто, справа — судовой врач в кителе (1899).

## Советский период
После революции, интервенции и гражданской войны многие суда оказались в других государствах под управлением эмигрантского руководства «Доброфлота».
В 1922 году «Добровольный флот» был возрождён в СССР. Советское правительство добивалось возвращения судов через суд.
11 января 1922 года Совнарком принял декрет о возобновлении деятельности Добровольного флота.
В 1925 году «Доброфлот» был включён в состав Совторгфлота.

## Суда Доброфлота
- «Россия» (1878)
- «Москва» (I) (1878 — погиб в 1882)
- «Нижний Новгород» (I) (1878)
- «Петербург» (I) (1878)
- «Ярославль» (I) (1878)
- «Владивосток» (1880) — погиб в 1893, его заменил «Хабаровск» (1895)
- «Кострома» (I) (1882) — погиб в 1887
- «Москва» (II) (1884) — затоплен экипажем в 1914
- «Ярославль» (II) (1885)
- «Кострома» (II) (1888) — погиб в 1913
- «Орёл» (I) (1890)
- «Нижний Новгород» (II) (1891)
- «Саратов» (1891)
- «Ярославль» (III) (1892)
- «Тамбов» (1893)
- «Петербург» (II) (1894) — уведён белыми в 1920
- «Хабаровск» (1895)
- «Владимир» (1895)
- «Воронеж» (1895)
- «Херсон» (1895) — уведен белыми в 1920
- «Екатеринослав» (I) (1896) — в 1904 захвачен японцами
- «Киев» (1896) — погиб в 1916
- «Сибиряк» (1897) — буксирный пароход
- «Москва» (III) (1898)
- «Казань» (I) (1900)
- «Диомид» (1900) — буксирный пароход
- «Смоленск» (1902)
- «Свирь» (1904) — буксирный пароход
- «Екатеринослав» (II) (1905)
- «Дон» (1906)
- «Казань» (II) (1906) погиб 6 апреля 1906
- «Орёл» (II) (1909)
- «Пенза» (1909)
- «Полтава» (1909[12])
- «Симбирск» (1909) — с сентября 1923 «Ленин»
- «Рязань» (1909[12])
- «Пермь» (1910)
- «Сишан» (1911)
- «Великая княжна Мария Николаевна» (1911) (уч. парусное судно))
- «Колыма» (1911)
- «Курск» (1911)
- «Могилёв» (1911)
- «Тула» (1912)
- «Кишинёв» (1912), затем «Память Ленина»
- «Ставрополь» (1912)
- «Астрахань» (1913)
- «Новгород» (1913)
- «Симферополь» (1913)
- «Тверь», затем «Теодор Нетте» (1913)
- «Тобольск» (1913)
- «Томск» (1913)
- «Эривань» (1913)
- «Доброволец» (1913) — буксирный пароход
- «Индигирка» (1914)
- «Иртыш» (1914)
- «Яна» (1914)
- «Смельчак» (1914)
- «Нонни» (1914) (назван в честь реки в Маньчжурии)
- «Сучан» (1914)
- «Вологда» (1915)
- «Красноярск» (1915)
- «Омск» (1915)
- «Тургай» (1915) — потоплен в 1916
- «Каменец-Подольск» (1915) — погиб в 1941
- «Георгий» (1916)
- «Монгугай» (1916)
- «Олег» (1916) — захвачен китайцами в 1927
- «Тобол» (1916)
- «Чифу» (1916) (назван в честь порта в Китае)
- «Эльдорадо» (1916)
- «Витим» (1917)
- «Взрыватель» (1917) — уведён в Манилу
- «Защитник» (1917)
- «Алеут» (1917)

а также в различные периоды взятые в аренду суда.